# Regina al Troubadour/Verità nascoste
Regina al Troubadour/Verità nascoste è il singolo estratto dall'album Verità nascoste (1976) delle Orme.
Il testo di Regina al Troubadour narra la storia di una donna che, indifferente all'interesse di un uomo innamorato di lei e sorda alle attenzioni e cure della famiglia, scappa di casa in cerca di una vita facile e ricca di godimenti, indirizzandosi presumibilmente alla prostituzione. Il verso Regina al Troubadour, regina delle nevi è un riferimento al consumo di droga, tematica affrontata anche in un'altra canzone dello stesso album, Vedi Amsterdam.
Nonostante il formato anticonvenzionale (il brano supera i sei minuti), il singolo raggiunge i vertici di hit parade.
Il retro del 45 giri, Verità nascoste, dà il titolo all'album e si avvale dell'accompagnamento di un quartetto d'archi e di un flauto traverso. Insolitamente, la copertina del 45 giri è stata ottenuta utilizzando principalmente il testo stampato delle due canzoni come elemento grafico principale.

## Formazione
In Regina al Troubadour
- Germano Serafin — chitarre acustiche ed elettriche
- Tony Pagliuca – organo Hammond, clavinet, sintetizzatori Elka, Honer e mini Moog, Mellotron
- Aldo Tagliapietra – basso, voce
- Michi Dei Rossi – batteria

In Verità nascoste
- Tony Pagliuca - tastiere
- Aldo Tagliapietra – voce
- Germano Serafin — chitarra acustica
- Michi Dei Rossi – glockenspiel
- William Skeat – flauto traverso
- William Armon – primo violino
- Sidney Margo – secondo violino
- John Forrester — viola
- Vivian Joseph — violoncello